# Bahnstrecke Oldenburg–Brake
| |                      |                            |                            |
| Streckennummer: | 1501                 |                            |                            |
| Kursbuchstrecke (DB): | ex 221e              |                            |                            |
| Kursbuchstrecke: | 221e (1946)          |                            |                            |
| Streckenlänge: | 32 km                |                            |                            |
| Spurweite: | 1435 mm (Normalspur) |                            |                            |
| |                      |                            |                            |
| \| \| \| Strecke nach Nordenham \| \| \| \| 31,9 \| Brake (Unterweser) \| Brake (Unterweser) \| \| \| \| Strecke nach Hude \| \| \| \| 27,0 \| Ovelgönne \| Ovelgönne \| \| \| 24,5 \| Strückhausen \| Strückhausen \| \| \| 21,1 \| Oldenbrok \| Oldenbrok \| \| \| 16,2 \| Großenmeer \| Großenmeer \| \| \| 10,4 \| Loy \| Loy \| \| \| 8,3 \| Ipwege \| Ipwege \| \| \| \| A 29 \| \| \| \| 6,4 \| Etzhorn \| Etzhorn \| \| \| 3,7 \| Ohmstede \| Ohmstede \| \| \| \| Strecke nach Bremen \| \| \| \| \| Strecke nach Osnabrück \| \| \| \| 0,0 \| Oldenburg (Oldb) Hbf \| Oldenburg (Oldb) Hbf \| \| \| \| Strecke nach Wilhelmshaven \| \| \| \| \| Strecke nach Leer \| \| |                      |                            |                            |
| Strecke |                      | Strecke nach Nordenham     | Strecke nach Nordenham     |
| S-Bahnhof | 31,9                 | Brake (Unterweser)         | Brake (Unterweser)         |
| Abzweig ehemals geradeaus und nach links |                      | Strecke nach Hude          | Strecke nach Hude          |
| Bahnhof (Strecke außer Betrieb) | 27,0                 | Ovelgönne                  | Ovelgönne                  |
| Bahnhof (Strecke außer Betrieb) | 24,5                 | Strückhausen               | Strückhausen               |
| Bahnhof (Strecke außer Betrieb) | 21,1                 | Oldenbrok                  | Oldenbrok                  |
| Bahnhof (Strecke außer Betrieb) | 16,2                 | Großenmeer                 | Großenmeer                 |
| Bahnhof (Strecke außer Betrieb) | 10,4                 | Loy                        | Loy                        |
| Bahnhof (Strecke außer Betrieb) | 8,3                  | Ipwege                     | Ipwege                     |
| Kreuzung mit U-Bahn (Strecke geradeaus außer Betrieb) |                      | A 29                       | A 29                       |
| Bahnhof (Strecke außer Betrieb) | 6,4                  | Etzhorn                    | Etzhorn                    |
| Bahnhof (Strecke außer Betrieb) | 3,7                  | Ohmstede                   | Ohmstede                   |
| Abzweig ehemals geradeaus und von links |                      | Strecke nach Bremen        | Strecke nach Bremen        |
| Abzweig geradeaus und von links |                      | Strecke nach Osnabrück     | Strecke nach Osnabrück     |
| Bahnhof mit S-Bahn-Halt | 0,0                  | Oldenburg (Oldb) Hbf       | Oldenburg (Oldb) Hbf       |
| Abzweig geradeaus und nach rechts |                      | Strecke nach Wilhelmshaven | Strecke nach Wilhelmshaven |
| Strecke |                      | Strecke nach Leer          | Strecke nach Leer          |

Die Bahnstrecke Oldenburg–Brake ist eine ehemalige, knapp 32 Kilometer lange Bahnverbindung von Oldenburg (Oldenburg) nach Brake (Unterweser). Seit dem Bau durch die Großherzoglich Oldenburgische Eisenbahn (GOE) wurde die Strecke bis 1976 durchgängig betrieben.
Aufgrund des moorigen Untergrundes, der besonders zwischen den Bahnhöfen Ipwege und Großenmeer den Bau der Strecke sehr schwierig und teuer werden ließ, trug sie auch den Spitznamen „Gummibahn“. Das auf dem weichen Moorboden verlegte Gleisbett gab unter dem Gewicht der Züge stark nach und vermittelte den Fahrgästen den Eindruck, wie auf Gummi zu fahren.

## Geschichte
Schon beim Bau der Strecke musste erheblich mehr Sand als üblich für die Gleisbettung herangefahren werden. Aber auch nach Inbetriebnahme ab dem 1. Mai 1896 (nur Personenverkehr) musste immer wieder Sand in den weichen Boden nachgeschüttet werden. Ab dem 1. Juni 1896 konnte dann auch der Güterverkehr aufgenommen werden. Instandhaltung und Betrieb der Strecke verursachten wiederholt große Schwierigkeiten. 

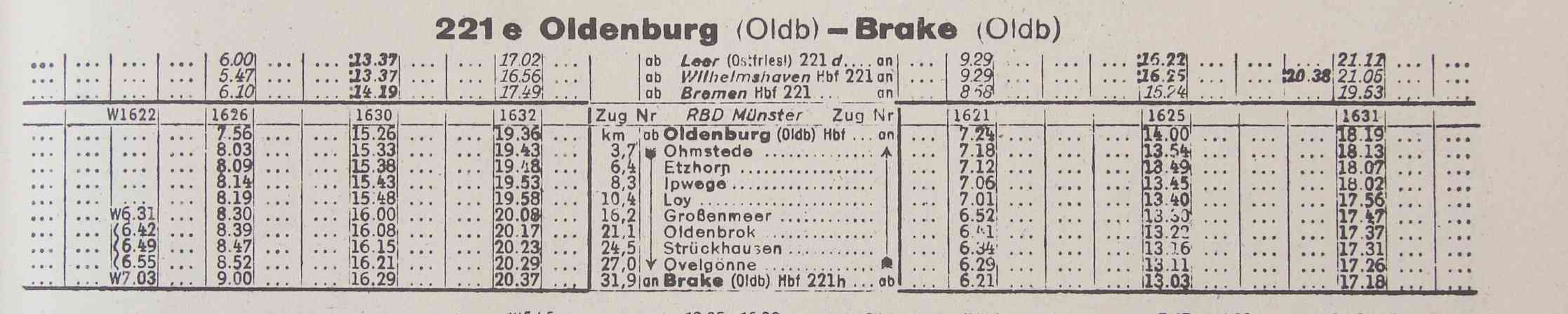
Fahrplan 1944

Der Güterverkehr war der bedeutendere Zweig dieser Strecke – er ergab sich aus dem reichen Viehbestand und anderen landwirtschaftlichen Gütern der fruchtbaren Wesermarsch. Der Personenverkehr war nie besonders rege; sowohl im Sommerfahrplan 1914 wie auch im Sommer 1939 sind fünf durchgehende Personenzüge verzeichnet. Ein Zugpaar verkehrte 1939 nur mittwochs und an den Wochenenden. Zum Winterfahrplan 1961 wurde der Personenverkehr eingestellt. Auch der Güterverkehr ging zurück; Übergabefahrten von Oldenburg und Brake jeweils nach Großenmeer hielten sich bis Anfang der siebziger Jahre. Auch waren einzelne, nicht unbedeutende Anschlüsse in der Umgebung Oldenburgs und Brakes zu bedienen. Eine Kurzblüte erlebte die Strecke noch einmal 1972 sowie 1976, als wegen Bauarbeiten die Huntebrücke der Strecke Hude–Nordenham gesperrt werden musste. Die Erzzüge von Nordenham–Blexen liefen über Brake–Großenmeer–Oldenburg weiter Richtung Bremen. 
Kurz nach Abschluss der Reparaturen an der Huntebrücke wurde der Erzverkehr wieder rückverlagert und im Frühjahr 1976 wurde die Strecke zwischen Oldenburg-Etzhorn und Ipwege abgebaut. Übergabeverkehr aus der Bedienung der noch vorhandenen Gleisanschlüsse hielt sich noch bis in die 1990er Jahre. Am 25. Mai 1989 wurde der Güterverkehr zwischen Brake und Großenmeer eingestellt. Der Abschnitt Etzhorn–Ohmstede war seit dem 30. Mai 1987 ohne Güterverkehr und wurde am 31. Dezember 1988 stillgelegt. Am 1. Mai 1998 wurde dann auch der letztverbliebene Südabschnitt Oldenburg (Oldb) Hbf–Ohmstede stillgelegt. In Brake besteht zwar noch ein etwa ein Kilometer langes Reststück zu einem Industriebetrieb, das Anschlussgleis ist jedoch nicht mehr angebunden und die Anschlussweiche ausgebaut.

## Heutiger Zustand

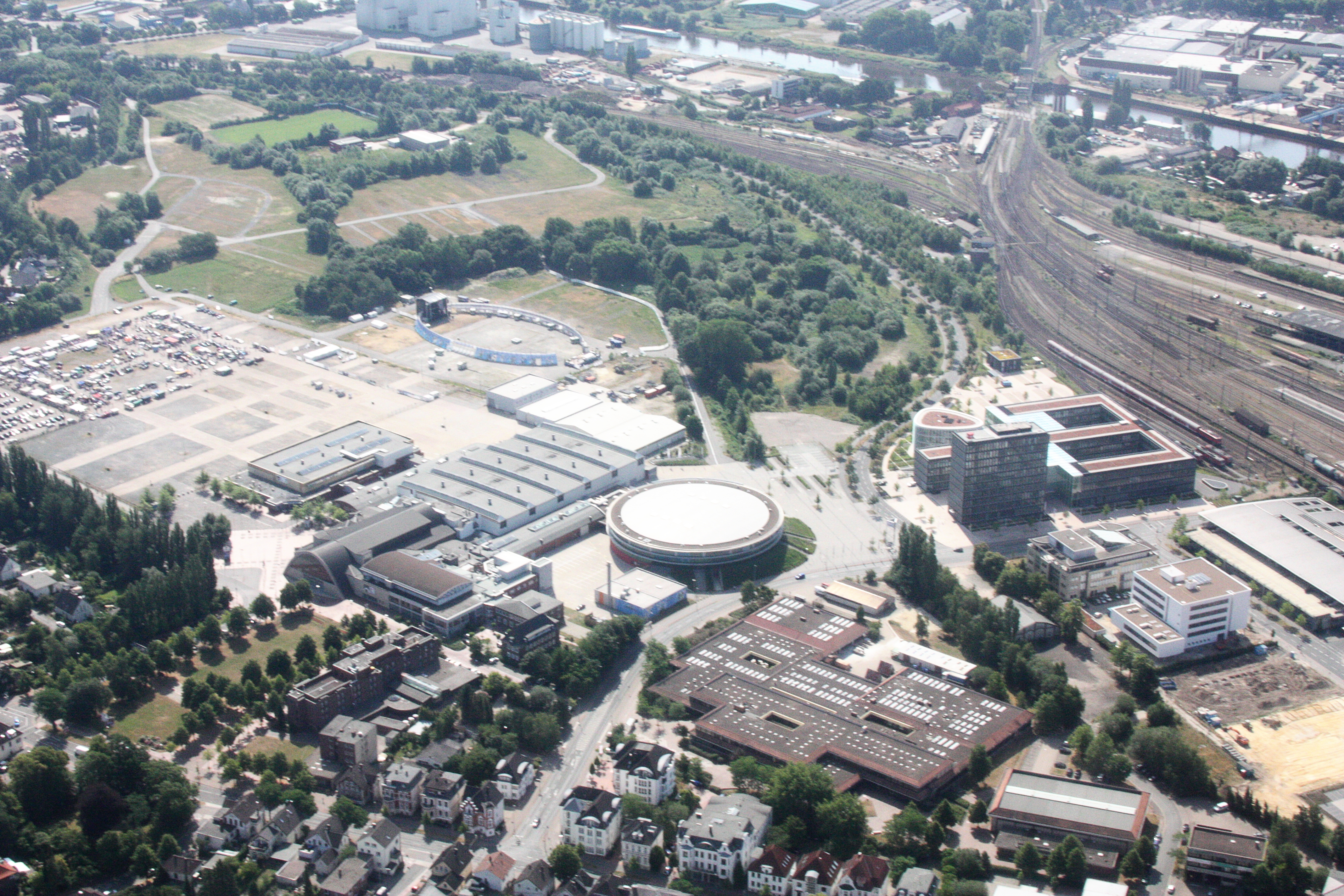
Abzweig der Bahnstrecke Oldenburg–Brake nach links vor der Huntebrücke

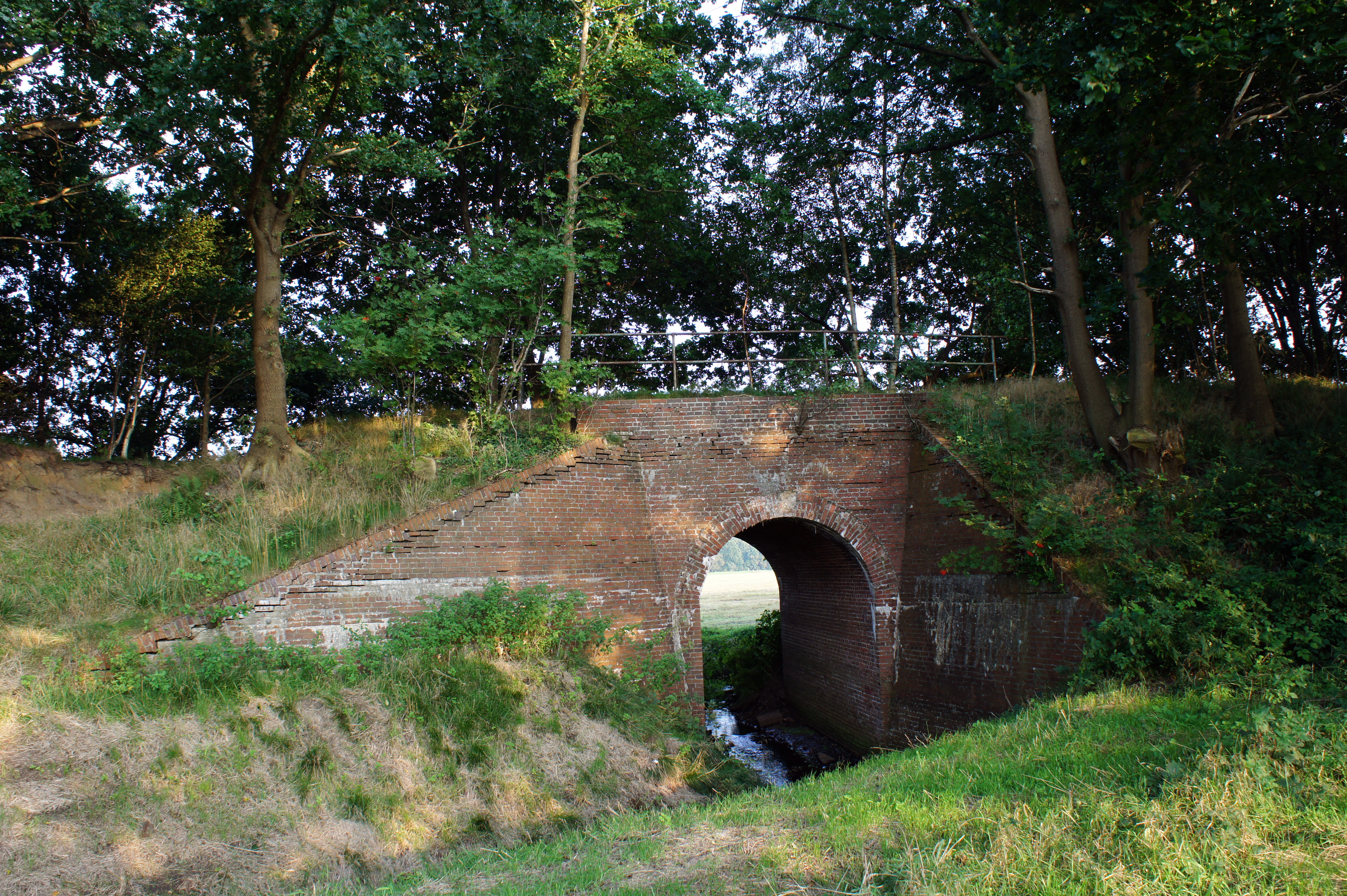
Alte Brücke bei Loyerberg über die Schanze

Die Strecke kann zwischen dem Hauptbahnhof Oldenburg und dem Bahnübergang Wehdestraße befahren werden und ist dort mit einem Prellbock abgeschlossen. Die Weiterführung Richtung Osten ist zugewachsen, die Schienen an den Übergängen sind unter Asphalt verschwunden. Die Bahnstrecke zwischen der Elsflether Straße und der Kreuzung mit der A29 wurde 1994 von der Stadt Oldenburg gekauft und als 9,1 Hektar großer geschützter Landschaftsbestandteil Alte Braker Bahn ausgewiesen. Die Schienen wurden entfernt und ein kombinierter Rad- und Fußweg eingerichtet. Nördlich davon ist die Strecke durch eine fehlende Brücke über die A29 unterbrochen. Seit 1985 ist der Ehemalige Bahndamm in Loyerberg als Landschaftsschutzgebiet ausgewiesen. Zwischen Großenmeer und Brake ist ebenfalls ein Weg für Spaziergänger und Fahrradfahrer entstanden.

## Triebfahrzeuge
Auf der Strecke wurden als Triebfahrzeuge eingesetzt:
- Oldenburgische G 1
- Oldenburgische P 1
- Oldenburgische T 0 (Omnibuslok)
- Oldenburgische T 2
- Oldenburgische T 5.2
- BR 64 der DR
- BR 50 der DR
- VT 95/VT 98
- V 20 der DR
- Köf III
- V 60 (260)
- V 90 (290)
- V 160 (216) und DB-Baureihe V 200 (220/221) (im Erzzug-Umleiterverkehr)